# Alexander Georgijewitsch Schidlowski
Alexander Georgijewitsch Schidlowski (russisch Александр Георгиевич Шидловский; * 1. Februar 1941 in Moskau) ist ein ehemaliger sowjetischer Wasserballspieler. Bei Olympischen Spielen gewann er mit der sowjetischen Nationalmannschaft 1968 eine Silbermedaille sowie 1972 Gold. 1970 war er Europameister und 1962 Europameisterschaftszweiter.

## Sportliche Karriere
Der 1,80 Meter große Schidlowski spielte für VS Moskau.
Bei der Europameisterschaft 1962 in Leipzig erreichten die Mannschaften aus der DDR, der UdSSR sowie die Jugoslawen und die Ungarn die Runde der besten Vier. Hinter den Ungarn blieben die sowjetische Mannschaft und die Jugoslawen punktgleich bei gleicher Tordifferenz. Die sowjetische Mannschaft gewann die Silbermedaille dank eines mehr erzielten Tores.
Bei den Olympischen Spielen 1968 in Mexiko-Stadt belegte die sowjetische Mannschaft in der Vorrunde den zweiten Platz hinter den Ungarn und besiegte im Halbfinale die Italiener mit 8:5. Im Finale gegen die Jugoslawen unterlag die sowjetische Mannschaft mit 11:13 Toren. Schidlowski warf im Turnierverlauf acht Tore, davon drei im Halbfinale. 1970 bei der Europameisterschaft in Barcelona gewann die sowjetische Mannschaft den Titel mit neun Siegen in neun Spielen, Zweite wurden die Ungarn vor den Jugoslawen. Im letzten Spiel beim 6:5 gegen Ungarn warf Schidlowski den letzten Treffer.
Bei seinen zweiten Olympischen Spielen 1972 in München wirkte Schidlowski in allen acht Partien mit und erzielte in der Vorrunde drei Tore. Die sowjetische Mannschaft verlor kein Spiel, die Partien gegen die Ungarn und gegen das US-Team endeten unentschieden, wobei Schidlowski gegen Ungarn ein Tor erzielte. Am Ende lagen die Ungarn nach Punkten gleichauf mit der sowjetischen Mannschaft, die aber durch die bessere Tordifferenz die erste olympische Goldmedaille für die Sowjetunion im Wasserball gewann.
Sein Sohn Alexander Schidlowski spielte bei den Olympischen Spielen 2004 für Kasachstan.